# Wassyl Kutscher
Wassyl Stepanowytsch Kutscher (ukrainisch Василь Степанович Кучер; * 7. Julijul. / 20. Juli 1911greg. in Werbiw, Gouvernement Kiew, Russisches Kaiserreich; † 17. April 1967 in Kiew, Ukrainische SSR) war ein ukrainischer Schriftsteller.

## Leben
Wassyl Kutscher kam im Dorf Werbiw (Вербів), dem heutigen Ljubymiwka (Любимівка) im Rajon Berdytschiw der ukrainischen Oblast Schytomyr zur Welt.
Zwischen 1930 und 1934 studierte er an der Universität Charkiw und veröffentlichte 1931 in Charkiw sein erstes Werk. 1934 wurde er Mitglied im Nationalen Schriftstellerverband der Ukraine. Bis zu Beginn des Zweiten Weltkriegs veröffentlichte er mehrere Sammlungen und wurde dann in die Rote Armee eingezogen, um als Frontkorrespondent am Krieg teilzunehmen. Nach dem Krieg lebte er in Kiew und veröffentlichte weitere Romane.
Kutscher starb im Alter von 55 Jahren in Kiew und wurde dort auf dem Baikowe-Friedhof bestattet.

## Werk (Auswahl)
- Устим Кармалюк (Ustym Karmaljuk; 1940, Neuauflage 1954)
- Чорноморці (Schwarzes Meer; 1948, überarbeitet 1952)
- Голод (Hunger; 1961)
- Прощай, море (1957)
- Трудна любов (1960)
- Ми не спимо на трояндах (Wir schlafen nicht auf Rosen; posthum 1967)

## Ehrungen
Kutscher erhielt den Orden des Roten Sterns und das Ehrenzeichen der Sowjetunion
In Kiew wurde ihm zu Ehren ein Denkmal errichtet und 1967 eine Straße benannt.